# Omphale teresis
Omphale teresis är en stekelart som beskrevs av Askew 2003. Omphale teresis ingår i släktet Omphale och familjen finglanssteklar. Inga underarter finns listade i Catalogue of Life.